# Rivière Blaiklock
Pour les articles homonymes, voir Blaiklock.
La rivière Blaiklock est un affluent de la rivière Barlow, coulant à Eeyou Istchee Baie-James, en Jamésie, dans la région administrative du Nord-du-Québec, dans la province de Québec, au
Canada.
Le cours de la rivière coule dans les cantons de Chérisy, de Beaulieu et de Blaiklock. Cette rivière coule dans la réserve faunique des Lacs-Albanel-Mistassini-et-Waconichi.
Le bassin versant de la rivière Blaiklock est accessible par une route forestière (sens est-ouest desservant la partie supérieure du cours d'eau ; cette dernière se connecte à une autre route forestière (sens nord-sud) qui coupe la rivière et qui se relie à la route 167 au sud-ouest du lac Waconichi. Cette dernière route vient de Chibougamau, remontant vers le nord-est en longeant la rive Sud-Est du lac Waconichi et la rivière du même nom.

## Géographie
Les principaux bassins versants voisins de la rivière Blaiklock sont :
- côté nord : lac Mistassini (baie Pénicouane), rivière Rupert, rivière Saint-Urcisse ;
- côté est : rivière Barlow, lac Waconichi, rivière Waconichi ;
- côté sud : rivière Chébistuane, rivière Chibougamau, lac Chibougamau, lac aux Dorés ;
- côté ouest : rivière Barlow, rivière Chibougamau, lac du Sauvage, rivière Brock.

La rivière Blaiklock prend sa source d'un ruisseau forestier (altitude : 373 m) dans le canton de Chérisy. Cette source est située au nord-est de l'embouchure de la rivière Blaiklock, au nord-ouest du Lac Waconichi, au sud-ouest du lac Mistassini et au nord du centre du village de Chapais ;
À partir de sa source, la rivière Blaiklock coule sur environ 23 km généralement vers le sud-est, selon les segments suivants :
- vers l'est en entrant dans réserve faunique des Lacs-Albanel-Mistassini-et-Waconichi, puis dans le canton de Beaulieu, jusqu'à un coude de rivière puis bifurqe vers le sud-est jusqu'au pont d'une route forestière ;
- vers le sud-est, jusqu'à sa confluence rive droite avec la rivière Barlow. Cette dernière coule vers le sud-ouest et se déverse dans un coude de rivière sur la rive droite de la rivière Chibougamau dans une zone de marais en amont du lac Chevrillon. De là, le courant descend vers le sud-ouest, en empruntant la rivière Chibougamau, jusqu'à sa confluence avec la rivière Opawica. À partir de cette confluence, le courant coule généralement vers le sud-ouest, par la rivière Waswanipi, jusqu'à la rive est du lac au Goéland. Ce dernier est traversé vers le nord-ouest par la rivière Waswanipi qui est un affluent du lac Matagami.

L'embouchure de la rivière Blaiklock située au nord-ouest du lac Mistassini, au nord-est de l'embouchure de la rivière Barlow, 
au nord-est de Chapais et au nord de Chibougamau.

## Toponymie
Cet hydronyme utilise la même dénomination que le canton de Blaiklock. Ce terme évoque la mémoire de Frederic William Blaiklock
(1822-1901), arpenteur, natif de Québec (ville). Il a été le premier à effectuer des mesures topographiques dans la vallée de la rivière Ashuapmushuan laquelle est située au nord du lac Saint-Jean. Il a également tracé le plan des deux chemins provinciaux menant au Lac Saint-Jean, via Stoneham et via La Tuque. De 1850 à 1853, il a arpenté les limites territoriales entre le Canada et le Nouveau-Brunswick. Pendant 23 ans (1878-1901), il fut chargé du Bureau du cadastre à Montréal. La Commission de géographie, l'actuelle Commission de toponymie du Québec, a approuvé ce toponyme en 1953.
Le toponyme « rivière Blaiklock » a été officialisé le 5 décembre 1968 à la Commission de toponymie du Québec.